# فارساليا (نيويورك)
فارساليا (بالإنجليزية: Pharsalia, New York)‏ هي بلدة أمريكية تقع في الولايات المتحدة في مقاطعة تشينانغو، نيويورك. يقدر عدد سكانها بـ 593 نسمة ومساحتها 101.3 كم2 وترتفع عن سطح البحر 574 متر.